# Tom Monasterios
Tom Eduardo Monasterios (Caracas, 3 de junio de 1973) es un periodista, director de cine, comediante, guionista, voice-over, locutor y productor de radio y TV venezolano. Ha tenido participación en radio y también en canales de televisión venezolanos como Televen, Globovision entre otros. Se convirtió en un profesional popular por su trabajo en la ya extinta emisora, 92.9 Tu FM y precisamente también en 92.9 FM en la emisora 107.3 FM,.

## Biografía
Estudió Comunicación Social en la Universidad Central de Venezuela y cine en la New York Film Academy. Comenzó trabajando como guionista del programa Atrévete a Soñar de RCTV y Sonoclips de ese mismo canal.
En 1997 comenzó a trabajar en la emisora radial 92.9 FM, en la parte de redacción del "Monstruo de la Mañana" el cual se transmitía todos los días a las 06:00 AM y era conducido en principio por Luis Chataing.
Ese mismo año, junto a otro equipo de personas comenzaron con un programa llamado "El Show de la Gente Bella" transmitido por la misma emisora, 92.9 FM, desde las 11:00 p. m. hasta las 01:00 a. m. También fue redactor de una columna en el semanario URBE, una sección llamada "Foto Matón".
La popularidad de "El show de la gente bella" por su humor, contenido y estilo hizo que el mismo tuviese un horario que permitiese una mayor audiencia, y fue cuando empezó a transmitir a las 09:00 p. m.
Al terminar el Show de la Gente Bella por caída del índice de audiencia, Monasterios se hizo a cargo del programa que en principio tenía a cargo como guionista, el Monstruo de la Mañana, que luego de que Luis Chataing lo dejase, estaba en manos de otro comunicador social, Kike Valles. Hasta el año 2017 que la emisora 92.9 FM cesó sus transmisiones, estuvo a cargo como moderador de este programa.
Junto a Mariela Celis, Sergio Márquez y Juaquín Ortega y otros más, estuvieron trabajando en un proyecto llamado "Mala Fama" que iba a salir por RCTV, pero por alguna razón luego de varios capítulos previos grabados, el proyecto se canceló.
Ha incursionado en el cine, creando y dirigiendo un corto llamado Woman at 6 el cual lo hizo ganador del premio NYFA en 2004 y este dirigió el documental LGBT: Experience, 2017, un documental producido por la Embajada de Estados Unidos en Venezuela con el apoyo del canal Globovisión, basado en la promoción de la igualdad y equidad en derechos humanos de las personas LGBTI a lo largo de Estados Unidos, mediante entrevistas a diversos activistas y líderes que han articulado esfuerzos como sociedad civil, y son testimonios no contados de lucha. También está trabajando en la preproducción de una película en Estados Unidos.
Es docente académico en la escuela de creativos publicitarios "Brother".